# 마지아르 케슈바리

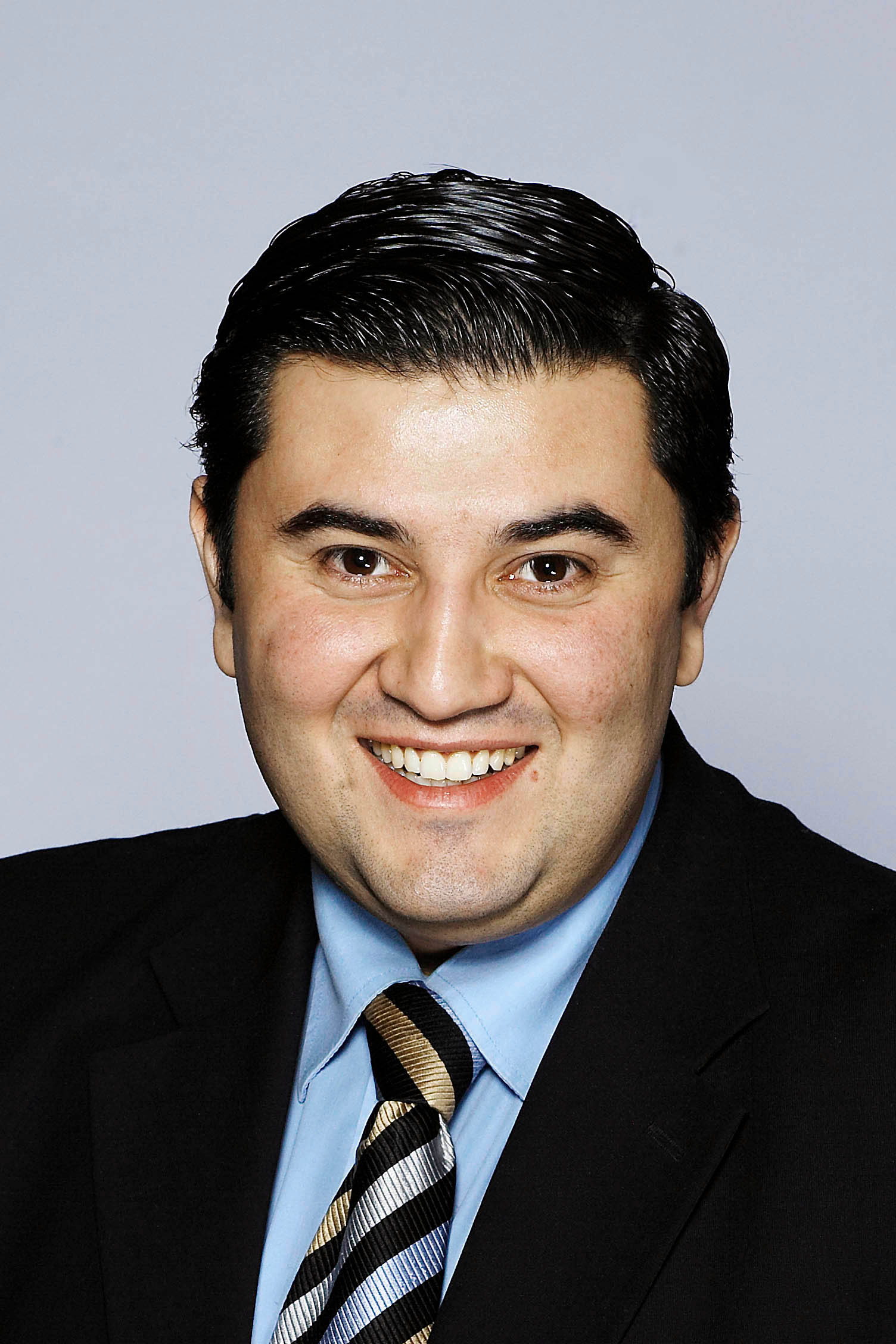
마지아르 케슈바리

마지아르 케슈바리(노르웨이어: Mazyar Keshvari, 페르시아어: مازیار کشوری, 1981년 3월 5일 ~ )는 노르웨이의 정치인으로, 현재 진보당 소속으로 오슬로 선거구의 국회의원직을 역임하고 있는 중이다.

## 생애
이란 테헤란 태생이지만 마지아르 케슈바리를 비롯한 그의 가족들은 모하마드 레자 팔라비 국왕과의 관계를 맺고 있었기 때문에 1979년에 일어난 이란 혁명을 계기로 이란을 떠나게 된다. 케슈바리는 1986년에 노르웨이로 이주해서 오슬로에 정착했고 2001년에는 상울스루드 중등학교 과정을 졸업했다. 2005년에는 BI 노르웨이 비즈니스 학교에서 정보 홍보 학사 학위를 받았다.
케슈바리는 2001년 진보당 청년부에 가입한 직후에 빠르게 급부상했으며, 그로루달렌의 당협위원장을 거쳐 2004년부터 2006년까지 오슬로의 시당위원장을 지냈다. 현재도 오슬로 시당 중앙위원이다. 정치 잡지인 《프리 카피탈리스메》(Fri Kapitalisme)의 편집장을 지내기도 했다.
케슈바리는 2007년에 오슬로 시의원으로 처음 당선되었으며, 2011년 연임에 성공했다. 현재는 국회 건강관리상임위원장이다. 2005년 이래 오슬로 선거구의 국회부의원을 지내고 있는 중이다. 2009년 재선에 성공했으며, 정치권 외에서는 순나스 병원의 이사원 및 노르웨이 제헌절 위원장직을 맡고 있다. 2013년 국회부의원직 3선에 성공했으며, 시브 옌센이 에르나 솔베르그 내각에 기용된 직후 정식 의원으로 승격되었다.